# Abdias von Babylon
Abdias von Babylon ist der fingierte Name des angeblich ersten christlichen Bischofs von Babylon und Verfassers einer Sammlung von apokryphen Apostelgeschichten, welcher der Titel Historia certaminis apostolici libri X beigelegt wurde.
Ein Manuskript dieser auf Latein verfassten, zehn Bücher beinhaltenden Schrift wurde von Wolfgang Lazius während einer Reise durch Kärnten im Kloster von Ossiach aufgefunden. Er hielt die Handschrift für echte Apostelüberlieferung und nahm sie mit sich. Auf der Suche in Bibliotheken in Schwaben, im Breisgau, Elsass und Sundgau sowie in der Schweiz stieß er im Kloster St. Trudpert auf ein zweites, noch älteres Manuskript dieser Apostelgeschichte. Er besorgte die Erstausgabe des Werks (Abdiae Babyloniae episcopi et apostolorum discipuli de historia certaminis apostolici libri decem, Basel 1552). Es folgten weitere Editionen, beispielsweise 1560 und 1583 in Paris. Der deutsche Philologe und Theologe Johann Albert Fabricius publizierte die Schrift im Codex Apocryphus Novi Testamenti (Hamburg 1703; 2. Auflage 1719, 2. Bd., S. 387 ff.). In deutscher Übersetzung erschien sie 1855 in Stuttgart.
In dem Werk wird nicht behauptet, dass es Abdias’ Originalarbeit darstelle. In einer im Ossiacher Manuskript enthaltenen Beischrift heißt es vielmehr, dass Abdias, der von den Aposteln selbst zum Bischof von Babylon geweiht worden sei, seinen Bericht über deren Taten auf Hebräisch verfasst habe. Demzufolge hätte er im 1. Jahrhundert n. Chr. gelebt. Seine Darstellung sei dann von seinem Schüler Eutropius ins Griechische und von Sextus Iulius Africanus ins Lateinische übersetzt worden; auch habe Africanus die Einteilung in zehn Bücher vorgenommen. Im sechsten Buch des Werks gibt der vermeintliche Autor von sich selbst an, dass er, Abdias, durch die Apostel Simon Zelotes und Judas Thaddäus zum Bischof von Babylon geweiht worden sei, mit denen er von Judäa hergekommen sei, wo er den Herrn mit eigenen Augen gesehen habe. Der angebliche Übersetzer des Werks ins Lateinische führt im Vorwort aus, dass er die Geschichte der Apostel darstellen wolle und die Schrift des Abdias nur den Hauptteil davon ausmache. Demnach müsste er zusätzlichen Stoff eingebaut haben. Lazius, Gerhard Johannes Vossius, Pierre Bayle u. a. hielten Abdias für einen der Siebzig Jünger des Herrn, doch gibt es in der apokryphen Schrift selbst keinen Anhaltspunkt für diese Annahme. Deren Inhalt ist eine detailreiche Schilderung der Taten und Verfolgungen der zwölf Apostel Jesu Christi, wobei die von Judas Iskariot hinterlassene Lücke durch Paulus ausgefüllt ist. Der Verfasser, der bisweilen von sich in der ersten Person spricht, gibt vor, dass er bei einigen der dargestellten Ereignisse zugegen gewesen sei, vor allem beim Martyrium des Andreas.
Der apokryphe Charakter des Werks ist schon lange unumstritten. Es handelt sich um eine späte, etwa dem 6. Jahrhundert angehörige, bereits ursprünglich lateinisch geschriebene Kompilation. Für diese Einstufung spricht u. a., dass das ganze Altertum, auch Eusebius von Caesarea und Hieronymus, weder dieses Buch noch seinen Verfasser kennen. Ferner findet sich in ihm ein Zitat des Hegesippus, eines Autors der zweiten Hälfte des 2. Jahrhunderts, mit genau den gleichen Worten, mit denen Rufinus, ein Autor des 4. Jahrhunderts, dieselbe Passage übersetzt hatte. Auch werden Zitate der Bibel im Wortlaut der Vulgata wiedergegeben, sodass der vermeintliche Übersetzer des Abdias nach Rufinus und Hieronymus gelebt haben müsste und daher nicht mit dem im 3. Jahrhundert lebenden Iulius Africanus identisch sein kann. Schließlich spricht der allgemeine Charakter des Werks, das offenbar viel Erdichtetes enthält, gegen dessen Echtheit. Vielleicht haben es zwei anonyme Autoren, die möglicherweise aus der Umgebung des Gregor von Tours stammten, in einem Kloster in Gallien zusammengetragen. Als Quellen benutzten sie älteres Material, das sie u. a. in Schriften über die Martyrien der Apostel fanden. Das apokryphe Werk wurde dann seinerseits u. a. im späten 6. Jahrhundert in einem Gedicht von Venantius Fortunatus benutzt und im Mittelalter oft rezipiert.